# Jacques Du Lorens

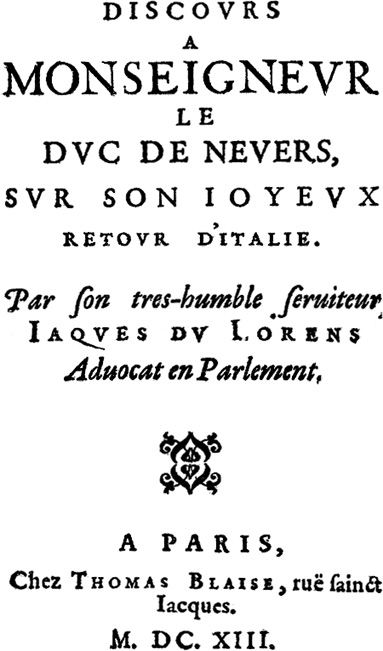
Discours à monseigneur le duc de Nevers sur son joyeux retour d’Italie de Jacques Du Lorens

Jacques Du Lorens, né à Tillières-sur-Avre en 1580 et mort le 16 mai 1655, est un poète satirique français.

## Biographie
Avocat au Parlement de Paris, puis de Chartres, la verve satirique de Jacques Du Lorens lui suscita des inimitiés qui le forcèrent à quitter cette ville en 1613 pour Châteauneuf-en-Thymerais où il occupa la charge de bailli puis de lieutenant-général.
Lié à Rotrou, il est l’auteur d’un cinquantaine de satires (1633) au ton moins acerbe que celui de Régnier ou de Boileau. Il est également l’auteur d’œuvres juridiques et d’un Discours à monseigneur le duc de Nevers sur son joyeux retour d’Italie (1613).
Souvent je considere et souvent j’examine
Pourquoy les plus méchans ont la meilleure mine.
Il suffit maintenant d’avoir bonne façon ;
La mere aime la fille, et, luy faisant leçon,
Luy dit : "ma fille, il faut, si tu veux estre belle,
Prendre des lavemens pour aller à la selle,
Boire du laict d’asnesse et manger des œufs frais"

## Œuvres
- Discours à Monseigneur le duc de Nevers sur son joyeux retour d’Italie, T. Blaise, Paris, 1613
- Satires de Dulorens : édition de 1646 contenant vingt-six satires, Éd. D. Jouaust ; avec une notice littéraire par E. Villemin, Jouaust, Paris, 1869
- Premières satires de Dulorens avec une notice par Prosper Blanchemain, Cabinet du bibliophile, Éd. D. Jouaust, Paris, 1881